# Франсуа Рюд
Франсуа Рюд (фр. François Rude 4 січня, 1784, Діжон — 3 листопада, 1855, Париж) — уславлений французький скульптор першої половини XIX століття.

## Життєпис. Ранні роки
Походить з простої, неартистичної родини. Народився в місті Діжон, виявив зацікавленість в малюванні. Приватно займався малюванням з П'єром Картельє. Навчався в Діжонській художній школі. 1809 року дістався Парижу, де показав невеличкий власний твір «Тезей піднімає з землі диск» Віван-Денону. Старий дипломат і сам прихильник мистецтв сприяв отриманню провінціалом Рюдом художньої освіти. Навчання тривало три роки (1809—1812). 1812 року Франсуа Рюд отримав Римську премію, що надавала право на закордонну подорож у Італію задля удосконалення майстерності. Але чергова військова авантюра Наполеона І, що закінчилася поразкою і національною катастрофою для Франції, стала в перешкоді. Париж був окупований військами Священного Союзу європейських монархів, а згодом полоненого Наполеона вивезли у заслання на острів Св. Єлени під пильний контроль Великої Британії. Через молодість і просте походження Франсуа Руд не брав участі ні в драматичних подіях французької революції 1789–1793 рр., ні у військових авантюрах Наполеона. Але мав ліберальні погляди, що призвело до політичної еміграції у франкомовну Бельгію під час відновлення монархії Бурбонів у Франції.

## Бельгійський період
Бельгія того часу — місце еміграції багатьох французьких родин, прихильників революційних ідей, прихильників Наполеона і супротивників монархії Бурбонів. Серед емігрантів перебував і уславлений французький художник, засновник революційного класицизму часів французької революції — Жак-Луї Давід, вчитель багатьох французьких художників. Він привітно поставився до нового емігранта і сприяв як удосконаленню його майстерності в Бельгії, так і замовам від багатих меценатів. Рюд працював скульптором-декоратором у палаці в Терваренку (знищено), в оперному театрі Ла Моне, в Брюсселі. Серед портретних творів цього періоду — два погруддя самого Жака-Луї Давіда, погруддя короля Бельгії — Леопольда.

## Одруження
В Бельгії Франсуа Рюд, успішний митець, зустрів Софі Фрем'є, доньку французьких емігрантів, з якою узяв шлюб. Софі Фрем'є, сама художниця, двоюрідна сестра скульптора Еммануеля Фрем'є, прихильно ставилася до фаху чоловіка. Перебування Франсуа Рюда в еміграції у Бельгії тривало дванадцять років (1815—1827). Коли з'явилась можливість повернутися на батьківщину, Франсу Рюд з родиною перебрався у Париж. Але уряд Франції категорично відмовляв повернутися на батьківщину колишньому революціонерові — Жаку-Луї Давіду, що так і помер на чужині.

## Церковні замови

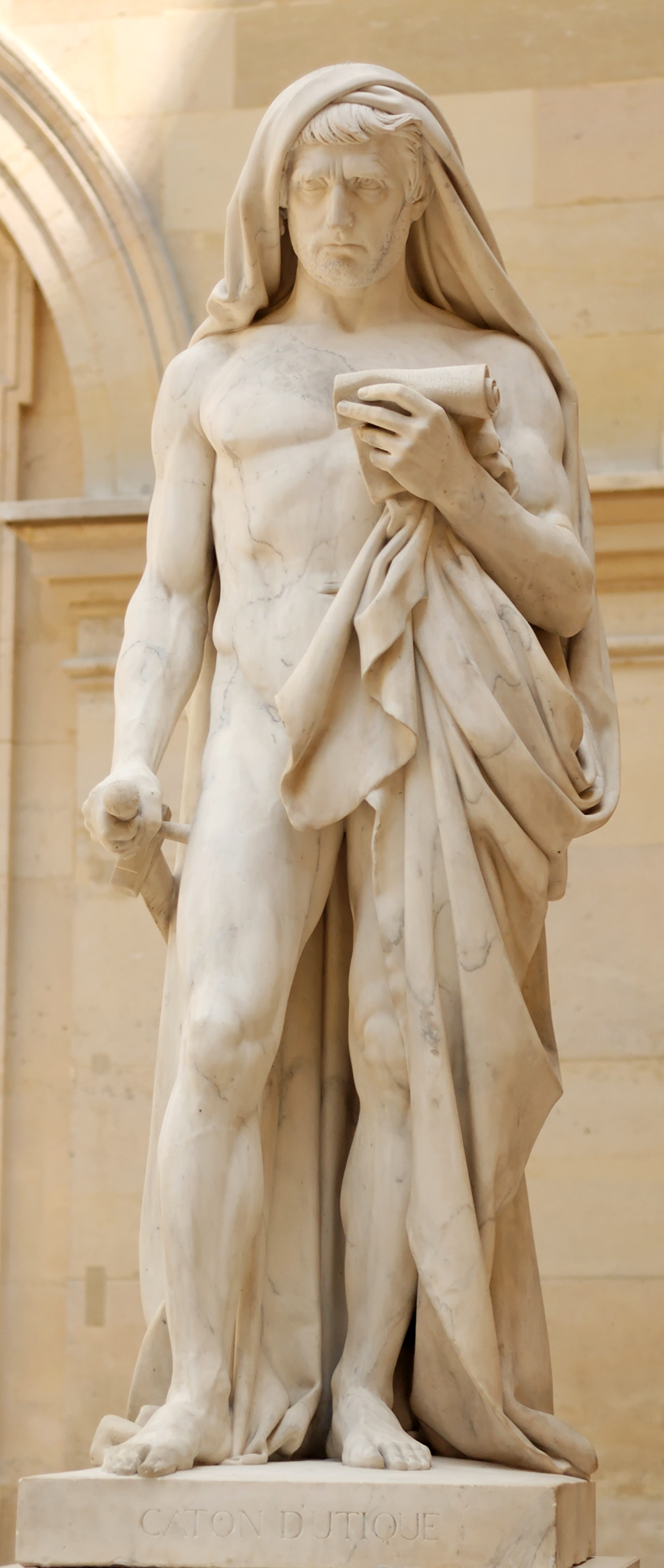
«Катон Утичський», після 1835 р., Лувр.

Серед перших творів митця у Парижі після повернення — скульптура Богородиці та скульптура «Меркурій, що прив'язує крильця до власних сандалів», як покажчики компромісної, еклектичної уяви митця і його художньої манери. Але митець не втрачав зацікавленості в подіях французької революції та її героях. Свідоцтво тому — погруддя Гаспара Монжа, математика, діяча французької революції, сенатора і представника нової, наполеонівської аристократії. Франсуа Рюд — також автор монументу маршалу Нею, діячу доби, коли забулися ідеали революції, а прихильники Наполеона почали реалізувати авантюрні військові ідеї перевертня-диктатора Наполеона. Думки розділились і монумент маршалу Нею викликав як захоплення в таборі французьких романтиків (Віктор Гюго), так і роздратування їх ідейних супротивників. Рюду закидали некрасивий силует монумента, незважаючи на його щирість і справжній, не фальшивий пафос. У порівнянні з монументами іншим французьким генералам — монумент Нею не гірший серед них.
По смерті французького скульптора Жана-Батісти Романа (1792—1835), що працював в стилі академізму, Франсуа Рюд закінчив мармурову скульптуру «Катон Утичський», виконану у повний зріст і заввишки два метри тридцять чотири сантиметри (2 м 34 см). Твір скульптора Ж.-Б Романа привабив зверненням до героїчної постаті давньоримського політика і стоїка, що наважився боротися із зловживаннями бюрократії в державі і бути супротивником зміцнення влади самого Цезаря, цих «подонків Ромула» за висловом Цицерона.

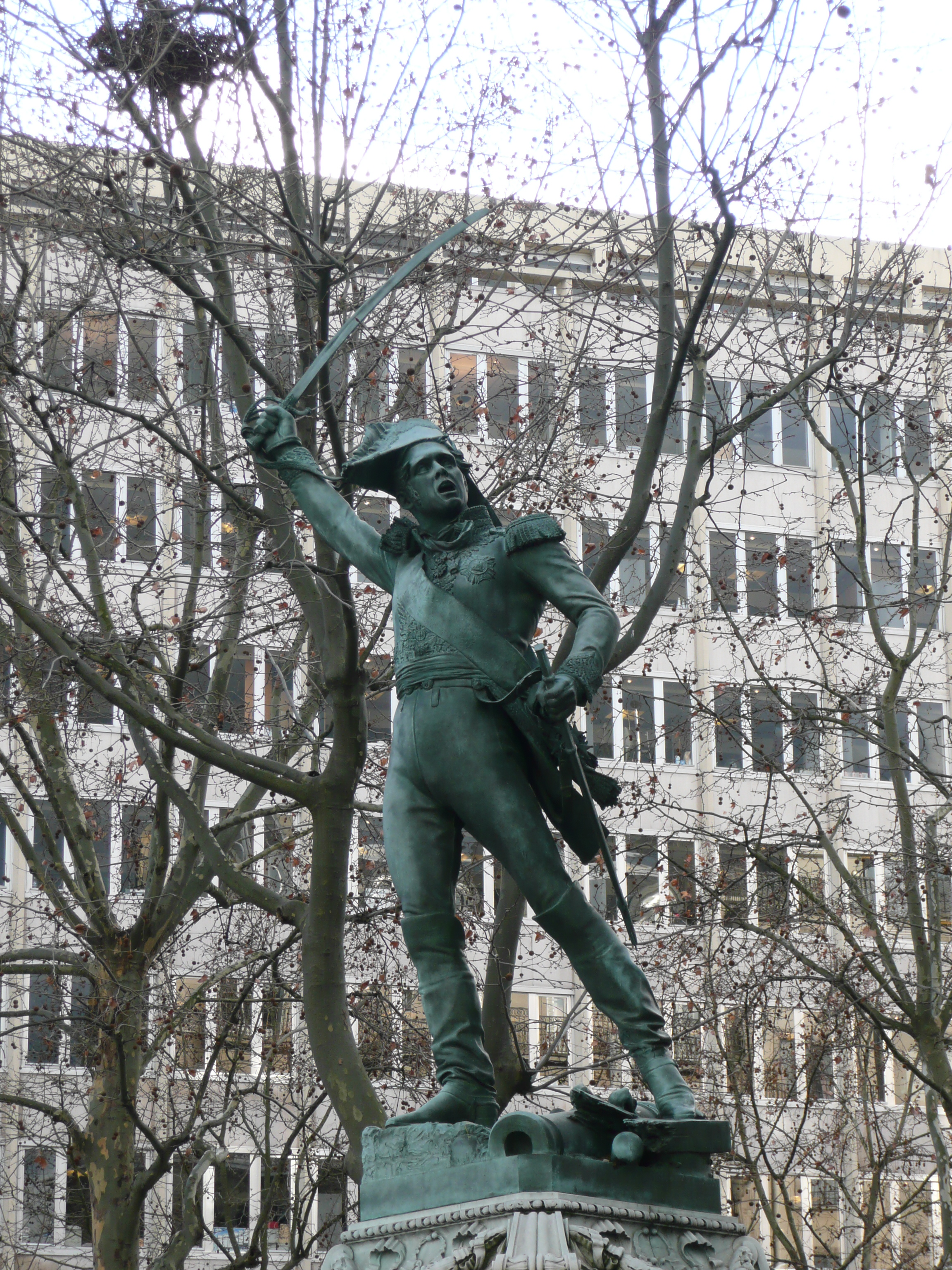
Монумент маршалу Нею, Париж.
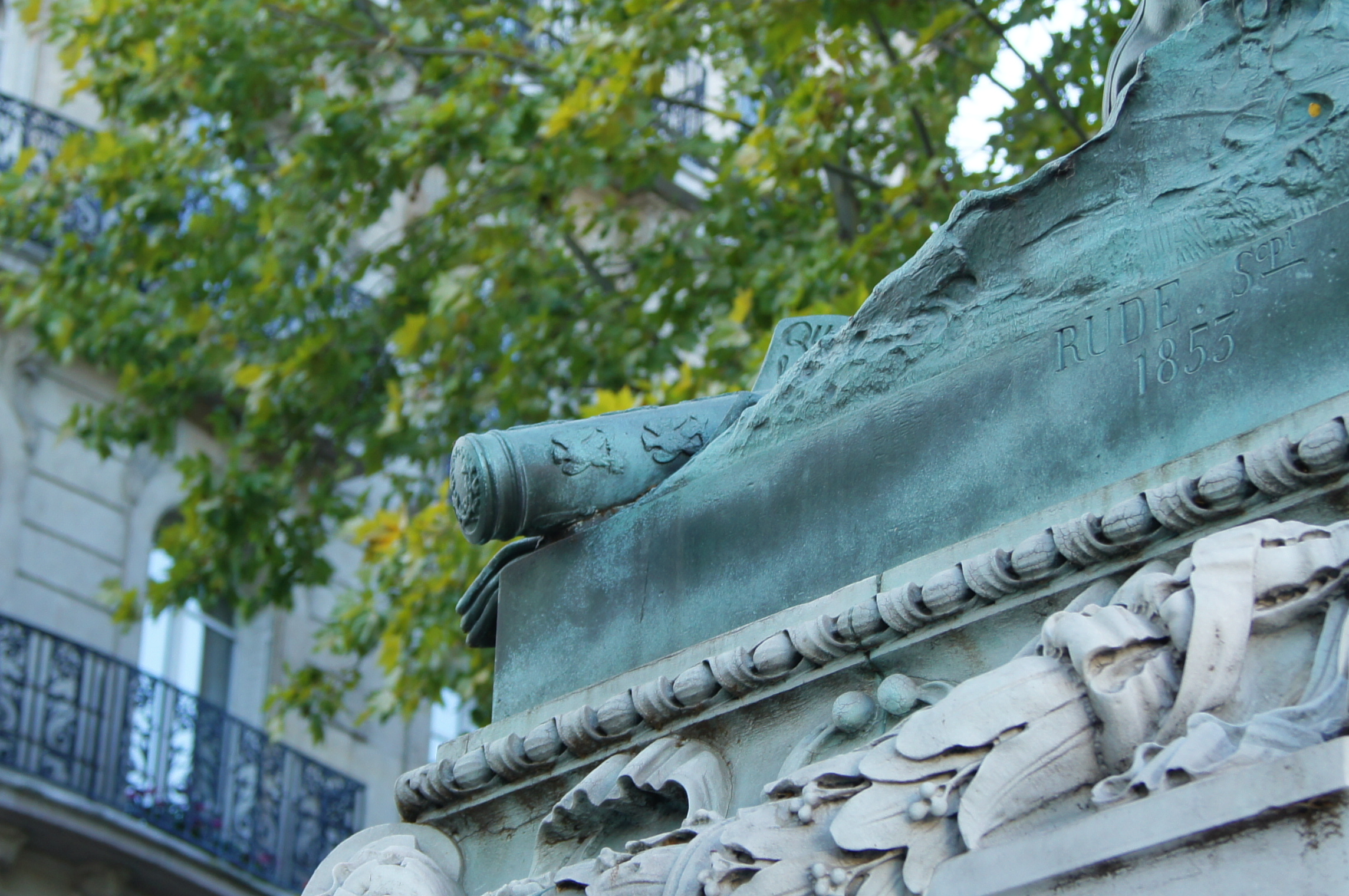
Підпис Ф. Рюда на постаменті маршалу Нею.
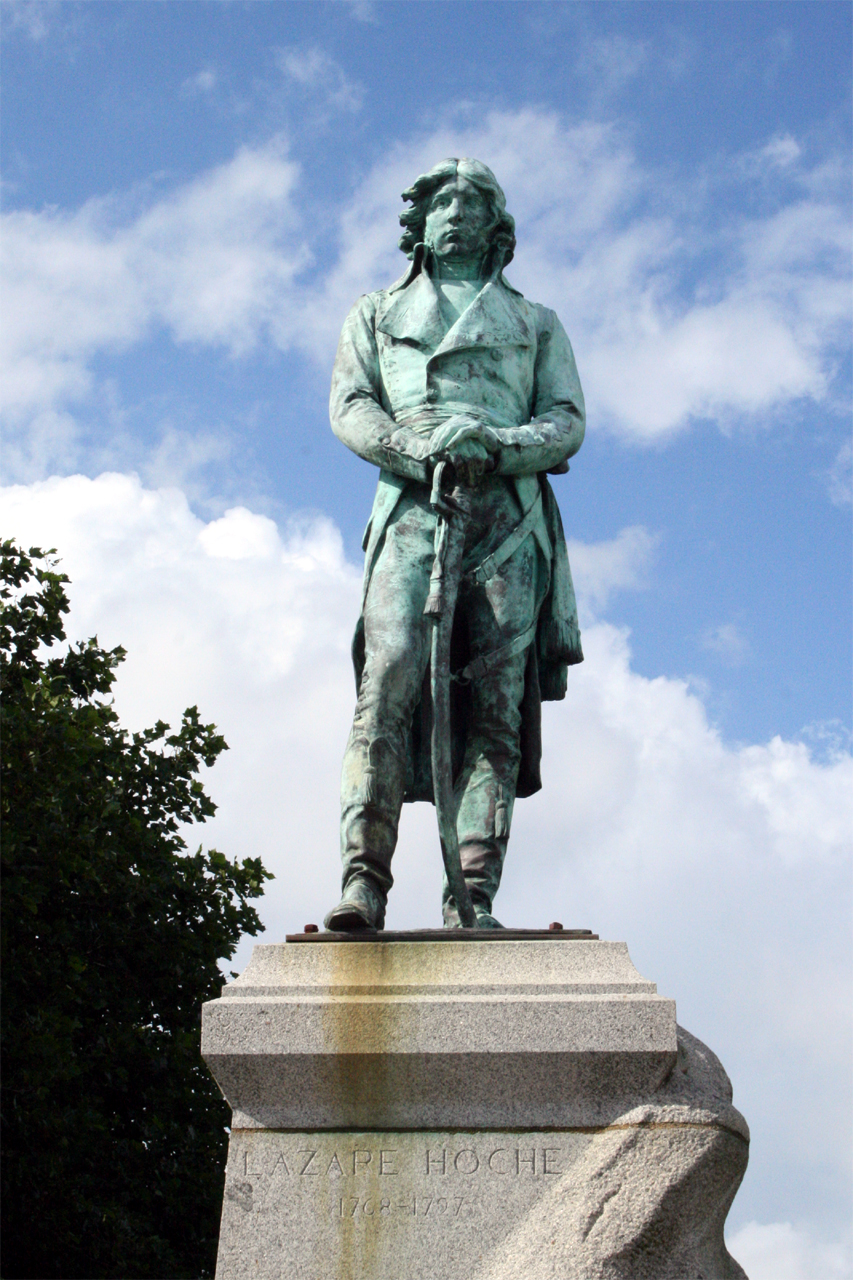
Еме-Жуль Далу. Монумент генералу Лазарю Гошу, Квіберон

## Добровольці 1792 року

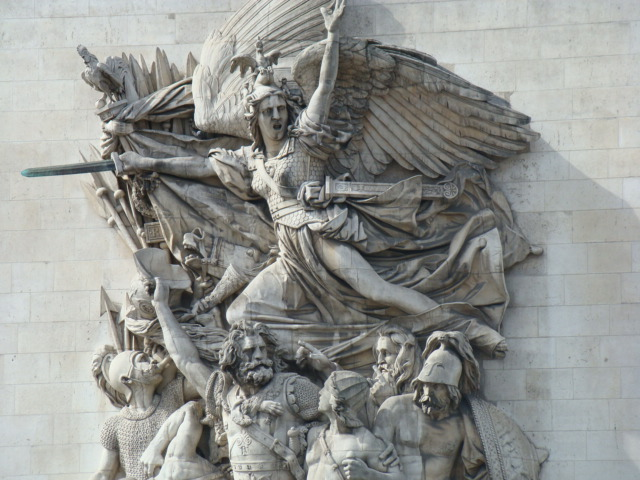
Франсуа Рюд. Виступ добровольців на захист батьківщини (Марсельєза). Бронза. 1833—1836 рр. Тріумфальна арка на площі Етуаль (тепер імені де Голя) в Парижі.

«Добровольці 1792 року» — лише один з горельєфів Тріумфальної арки, побудованої на площі Етуаль. Її побудова розтяглася на декілька десятиліть і кінечний варіант прийшовся на добу пізнього класицизму, з його монотонністю, лапідарністю, уславленням військових перемог. Пізній класицизм Франції кінця 18 століття переродився з волі Наполеона у ампір і межував з помертвілим академізмом.
Франсуа Рюд отримав замову лише на один з чотирьох горельєфів, призначеного для оздоблення пілону арки праворуч. Попередні програми рельєфів мали уславити військові перемоги Наполеона І та спадковість від тих перемог — нового політичного режиму. Тому один з рельєфів має назву «Апофеоз Наполеона». Відхід від жорсткого слідування програмі надав можливість Рюду звернутися не до звеличення Наполеона, а до теми добровольців, котрі виступили на захист Франції від загарбників у вересні 1792 року. Військова небезпека від чужинців була такою значною, що на поклик революційного на той час уряду відгукнулися тисячі добровольців-волонтерів. Напередодні, 10 серпня 1792 року в Парижі скасували монархію і владу номінально отримав народ Франції. Тому війну з чужинцями, захист батьківщини, вже повів сам народ без проводу монарха, як то було століттями до цього. 20 вересня 1792 року добровольці і вибороли вирішальну перемогу над чужинцями під Вальмі. Тривожний момент виступу добровольців у похід, коли доля майбутнього двобою з небезпечним ворогом ще нікому не була відома, і став сюжетом твору Франсуа Рюда.
Досвід підказав митцю використати усі значні знахідки попереднього періоду. В горельєфі Рюд використав і низький рельєф, і круглу скульптуру, і військову арматуру зі зброєю, і алегорію Свободи. Згодилося використання і алегоричної фігури Свободи, такої типової і для доби бароко, і для доби класицизму. Але алегорія Франсуа Рюда надзвичайно далека від холодних зразків класицизму, а своїм болем і пафосом близька до неперевершених зразків скульптури на кшталт « Пергамського вівтаря» або «Лаокоона з синами, що гинуть від змія Афіни».
Рельєф Рюда композиційно поділений на частину алегоричну (верхню) і реалістичну — низ з вояками-добровольцями. Крилата фігура Свободи з мечем в руці, тривожна і грізна, з розпатланим волоссям, з обличчям, спотвореним несамовитим криком, головує в композиції. На її гасло «Батьківщина в небезпеці !» відгукнулися старі і малі, їх і уособлюють — лучник, вояк ветеран, підліток, немічний старий, що благословляє захисників рідного краю. Крилата фігура Свободи така завелика, що дорівнює розмірами щільній групі з шести вояків-добровольців. Рюд подав героїв рельєфу не в тогочасних, а в умовно-класичних, давньоримських шатах, що лише підкреслювало позачасовість героїчного пориву волонтерів 1792 року.
Опинившись в центрі аристократичного району Парижа, твір Франсуа Рюда витримав іспит і центральним місцем французької столиці, і іспит часом. Рельєф став центральним твором як самого скульптора, так і значним монументальним твором французької пластики всього 19 століття.

## Музей Франсуа Рюда
У місті Діжон з 1947 року створено музей Франсуа Рюда в колишній церкві Сент-Этьєн одинадцятого століття. Муніципалітет збирав копії та зліпки творів митця впродовж 1887–1910-х років, які і представлені у експозиції.

## Вибрані твори
- «Тезей піднімає з землі диск»
- «Жак-Луї Давід», погруддя

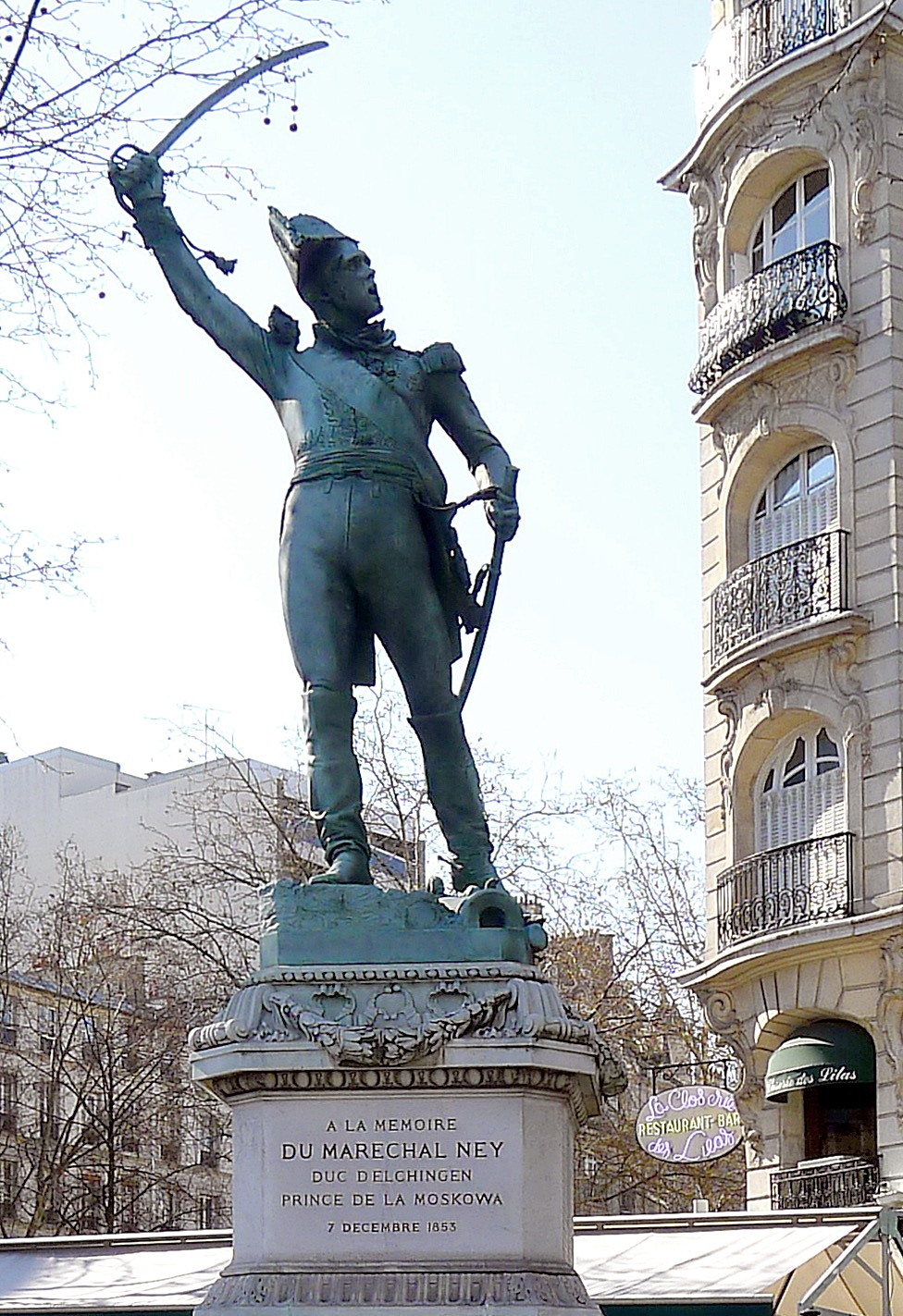
монумент маршалу Нею, бронза, Париж.

- «Леопольд, король Нідерландів», погруддя
- скульптурні оздоби театру Ла Моне, Брюссель
- вісім рельєфів для палацу в Терваренку
- скульптура «Богородиця», церква Св. Гервасія, Париж
- «Хрещення Христа в Йордані», церква Марії Магдалини
- «Розп'яття», церква Св. Вікентія де Поля
- «Геба з орлом Юпітера», мармур
- «Жанна д'Арк», мармур, Лувр, Париж
- «Меркурій», бронза, Лувр, Париж.
- «Хлопчик неаполітанець з черепахою», Лувр, Париж
- «Катон», мармур, Лувр, Париж.
- «Мореплавець Лаперуз», погруддя
- «Гаспар Монж», сенатор, науковець, наполеонівський вельможа, погруддя
- монумент маршалу Нею, бронза, Париж.
- Рельєф «Похід добровольців 1792 року» або «Марсельєза», Площа Етуаль, Париж.
- голова алегорії Свободи, бронза, Музей образотворчих мистецтв імені Пушкіна, Москва
- голова ветерана революційних військ, Музей мистецтва Метрополітен, Нью-Йорк
- надгробок політику-республіканцю Годфруа Кавеньяку, цвинтар Монпарнас

## Галерея

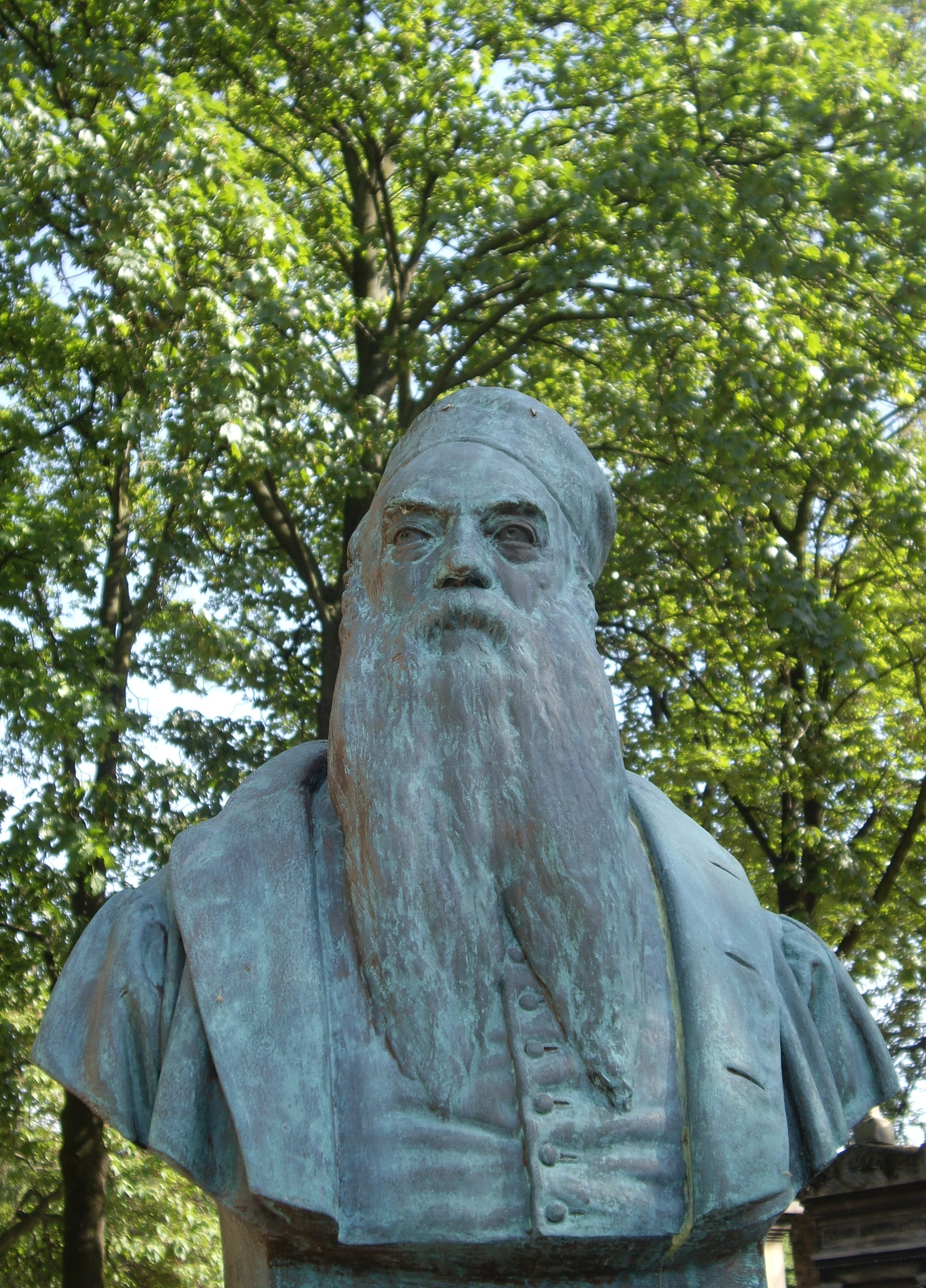
Погруддя Франсуа Рюда на цвинтарі Монпарнас.

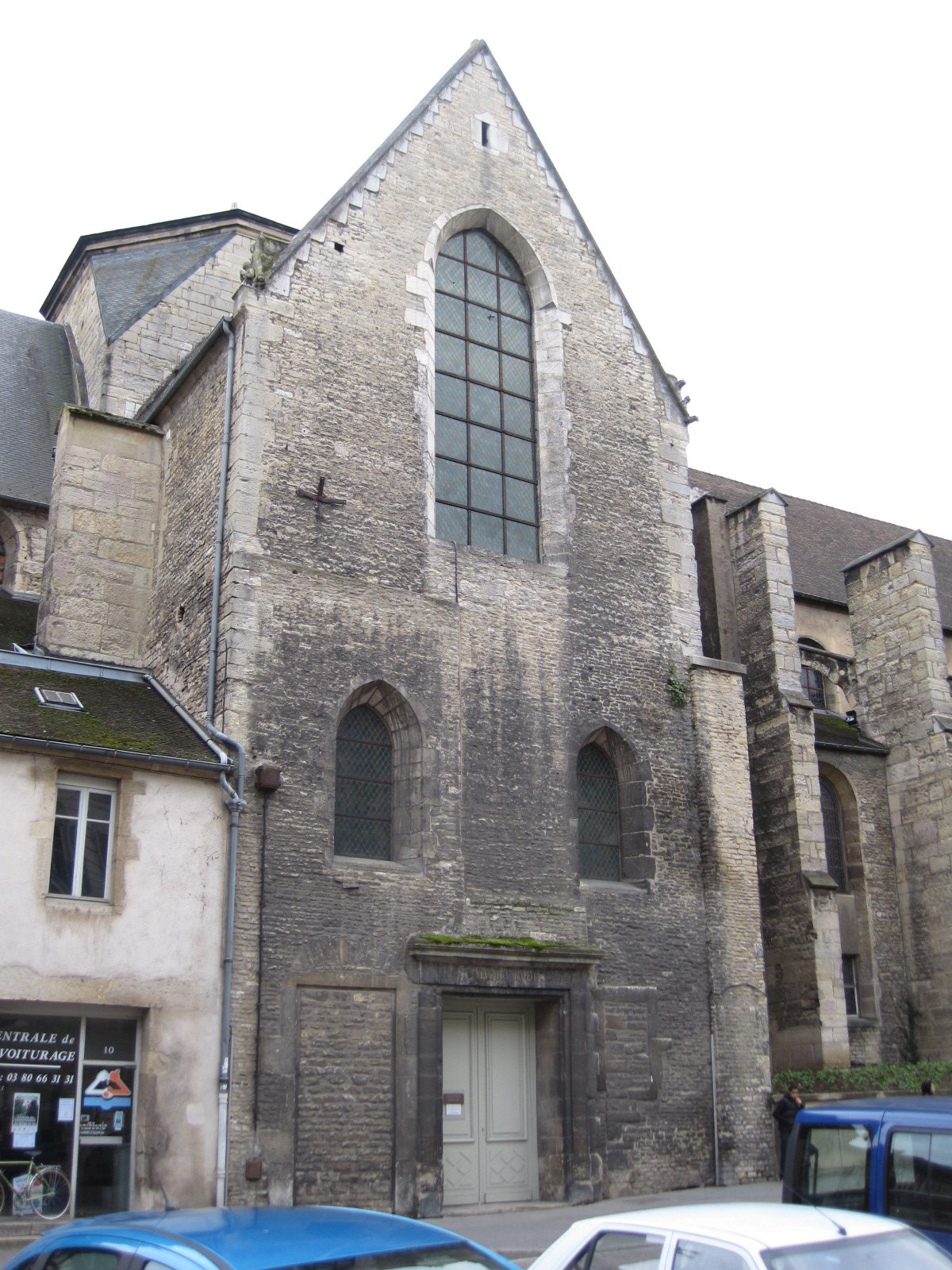
Церква Сент-Етьєн 11 століття. Музей Франсуа Рюда в місті Діжон.
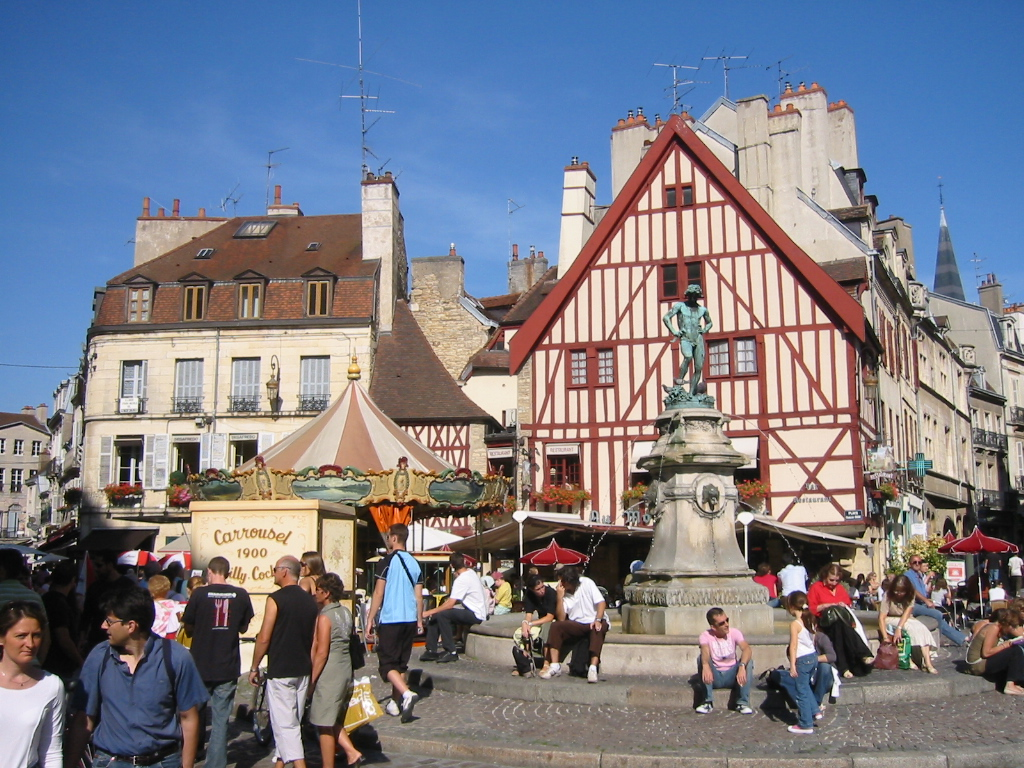
Площа Франсуа Рюда в місті Діжон
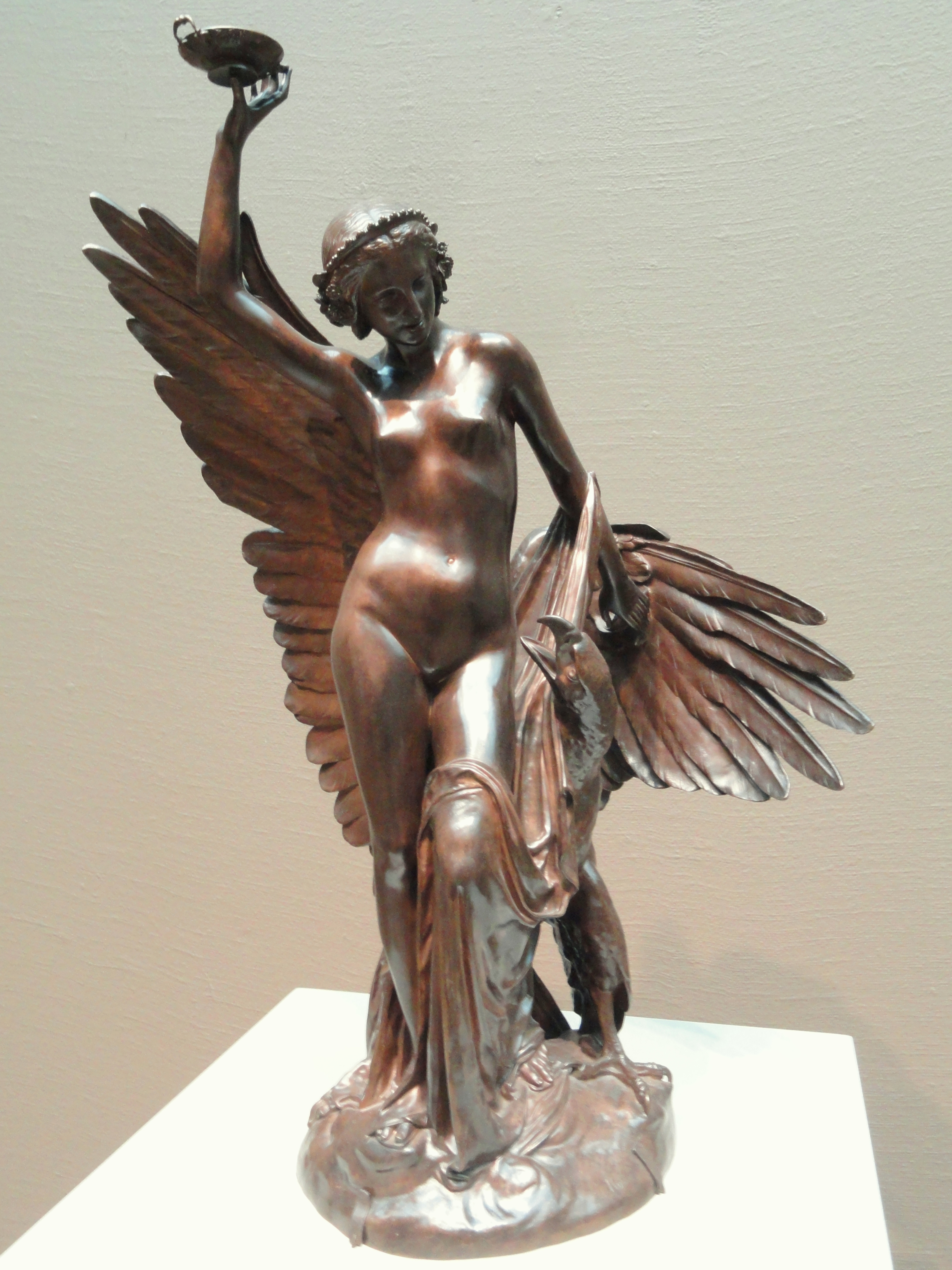
«Геба і орел Зевса», останній твір Франсуа Рюда, бронза. Художній інститут Чикаго